# Flughafen Pardubice

i8
i11
i13
Der Flughafen Pardubice (IATA-Code: PED, ICAO-Code: LKPD) ist ein militärisch und zivil genutzter Flughafen in der ostböhmischen Stadt Pardubice in der Tschechischen Republik.

## Geschichte
Am 16. April 1910 absolvierte Jan Kašpar mit einer Bleriot XI auf dem damaligen Exerzierplatz Pardubice den ersten Motorflug auf dem Gebiet Tschechiens überhaupt. Der erste tschechische Fliegerclub, Aviatické družstvo Pardubice, wurde im folgenden Jahre gegründet, er musste seinen Flugbetrieb mit Beginn des Ersten Weltkriegs jedoch einstellen.
Nach Kriegsende fanden hier gelegentliche Flugausstellungen statt und ab Ende der 1920er Jahre diente er der Ausbildung von Piloten. In den Jahren 1936 und 1937 wurde das Areal zu einem zivilen Flughafen ausgebaut.

### Zweiter Weltkrieg
Während der Besetzung Tschechiens durch Nazideutschland diente der Platz der fliegerischen Grundausbildung und Fortgeschritteneausbilung für zukünftige Schlachtflieger der deutschen Luftwaffe. Zwischen September 1939 und Januar 1944 war Pardubitz Basis des Flieger-Ausbildungsregiments 32 bzw. der Flugzeugführerschule A/B bzw. A 32. Anschließend lagen hier für ein Jahr die Ju 87 und Fw 190 von Stab und III. Gruppe des Schlachtgeschwaders 151, einem Umschulverband.
Im letzten Kriegsjahr diente er auch Einsatzverbänden der Luftwaffe. Hier lagen in den Sommermonaten 1944 Teile des Schlachtgeschwaders 3, ausgerüstet mit Fw 190, und von Oktober 1944 bis Januar 1945 die Bf 109G des Kampfgeschwaders 30. In dieser Zeit wurde der Platz am 24. August 1944 Ziel eines Angriffs der Eighth Air Force der United States Army Air Forces. In den letzten Kriegsmonaten waren hier Teile des Schlachtgeschwaders 77 mit ihren Fw 190F stationiert.

### Kalter Krieg
Nach dem Ende des Zweiten Weltkriegs und dem Beginn der sozialistischen Ära wurde Pardubice ein ausschließlich militärisch genutzter Flugplatz. Hierzu wurde eine 2,5 km jettaugliche Start- und Landebahn gebaut. Er wurde Standort der Luftstreitkräfte der Tschechoslowakischen Volksarmee. Hier lagen das 4. und 18. Jagdgeschwader (4. und 18. stíhací letecký pluk). Diese Verbände flogen anfangs noch Kolbenmotorjäger des Typs Avia S-199 und später dann hauptsächlich sowjetische Düsenjäger der Typen MiG-15, MiG-19S/PM und MiG-21F. Pardubice war auch Standort des 47. Aufklärungsgeschwader, 47. průzkumný letecký pluk, das unter anderem mit MiG-21R, Il-28L, Il-14 und Su-22 ausgerüstet war. Ab 1986 lag hier das mit Su-25K/UBK ausgerüstete 30. Schlachtfliegerregimets, 30. Bitevný Letecký Pluk (BiLP).

### Nach Ende des Kalten Kriegs
Mit Gründung der Tschechischen Republik 1993 wurde Pardubice Militärflugplatz der Luftstreitkräfte der Tschechischen Republik mit den hier liegenden Su-25 sowie einigen L-39ZA des 30. BiLP. In diesem Jahr wurde die East Bohemian Airport a.s. von Investoren mit dem Ziel gegründet, den Militärflugplatz in Pardubice für den Zivilverkehr zu öffnen.
Im folgenden Frühjahr verlegten die Luftstreitkräfte ihre Jets nach Náměšť nad Oslavou und in jenem Jahr wurde eine Machbarkeitsstudie für die zivile Nutzung angefertigt und Verhandlungen mit dem Verteidigungsministerium begonnen. Diese Verhandlungen führten zu sporadischen Zivilflügen, die jedoch erst vom Militär genehmigt werden mussten.
Das Militär nutzte den Platz zwischen 1994 und 2003 zunächst noch als 34. Trainingsbasis, 34. základna školního letectva, weiter. Anschließend wurde der militärische Regelflugbetrieb eingestellt und die Basis diente seither nur noch zur Wartung und Logistik.
Im Jahr 1995 erhielt die East Bohemian Airport a.s. die Erlaubnis, den Flughafen für zivile Zwecke zu nutzen. Im gleichen Jahr wurde die Abfertigung von Zivilflügen auch von der tschechischen Zivilluftfahrtbehörde genehmigt. Die offizielle Eröffnung des zivilen Teils des Flughafens erfolgte am 18. Mai 1995. Im Sommer 1996 ließ ein tschechischer Reiseveranstalter die ersten Charterflüge durchführen. Seit diesem Jahr dürfen auch Instrumentenflüge durchgeführt werden.
2002 wurde die Stadt Pardubice alleiniger Gesellschafter der East Bohemian Airport a.s. Im Jahr 2005 landete erstmals eine Antonow An-124 auf dem Flughafen. Mit Beginn des Russisch-Ukrainischen Krieges wurden die Flüge weitgehend eingestellt, dies führte zu einem Einbruch der Passagierzahlen. Ende 2016 begann der Bau eines neuen Flughafenterminals. Das Terminal wurde Mitte Januar 2018 fertiggestellt, die Inbetriebnahme erfolgte Ende des Monats.
Im Jahr 2024 wurden erstmals mehr als 200.000 Passagiere abgefertigt. Anschließend musste die einzige Start- und Landebahn für eine Sanierung gesperrt werden, sodass der gesamte Flughafen ab dem 17. Februar 2025 geschlossen wurde. Der zivile Flugbetrieb soll im Juni 2025 wieder aufgenommen werden.

## Lage und Verkehrsanbindung
Der Flughafen befindet sich südwestlich der Stadt im Stadtteil Popkovice und wurde als militärische Einrichtung errichtet. Der Eigentümer des Flughafens ist das tschechische Verteidigungsministerium.
Nördlich des Flughafens verläuft die Fernstraße S 2, östlich des Flughafens verläuft die Fernstraße S 37. Der Flughafen wird durch Busse in den Öffentlichen Personennahverkehr eingebunden, mehrere Linien verbinden den Flughafen mit dem Bahnhof von Pardubice.

## Fluggesellschaften und Ziele
Derzeit wird der Flughafen vor allem in der Sommersaison von Billigfluggesellschaften für Linienflüge in den Mittelmeerraum genutzt.

## Verkehrszahlen
| Jahr | Passagiere | Flugbewegungen | Luftfracht (t) |
| ---- | ---------- | -------------- | -------------- |
| 2024 | 200.205    |                |                |
| 2023 | 123.119    | 1.448          | 19             |
| 2022 | 82.891     | 1.563          | 169            |
| 2021 | 80.796     | 1.539          | 203            |
| 2020 | 33.901     | 1.174          | 871            |
| 2019 | 102.045    | 1.649          | 187            |
| 2018 | 147.572    | 1.871          | 183            |
| 2017 | 88.490     | 1.687          | 265            |
| 2016 | 31.174     | 1.234          | 142            |
| 2015 | 59.260     | 1.374          | 159            |
| 2014 | 150.056    | 2.188          | 101            |
| 2013 | 184.140    | 2.870          | 208            |
| 2012 | 125.008    | 2.333          | 603            |
| 2011 | 65.246     | 1.826          | 252            |
| 2010 | 62.302     | 1.236          | 239            |
| 2009 | 49.032     | 994            | 344            |
| 2008 | 86.863     | 1.560          | 601            |
| 2007 | 93.659     | 1.502          | 894            |
| 2006 | 71.655     | 1.302          | 180            |
| 2005 | 49.165     | 912            | 350            |
| 2004 | 46.999     | 912            | 306            |
| 2003 | 28.392     | 712            | 72             |
| 2002 | 3.872      | 448            | 266            |
| 2001 | 1.814      | 424            | 166            |
| 2000 | 6.087      | 412            | 122            |